# Peter Valentin (Musiker)
Peter Valentin (* 26. März 1961 in Linz, Oberösterreich) ist ein österreichischer Musiker, Komponist und auch Deutschlehrer.

## Leben und Wirken
Nach der Matura studierte er am Salzburger Mozarteum und übersiedelte nach Abschluss des Studiums nach Wien, wo er als Jazzsänger arbeitete. Er war u. a. Leadsänger des Harri Stojka Express, mit dem er etliche Konzerte gab. Nach seiner Rückkehr nach Salzburg komponierte Peter Valentin zahlreiche Werke für Theater, Tanz, Performance und Film. Er schrieb dreimal die Musik für die Linzer Klangwolke (Teilung am Fluss 2005, Baby Jet 2010, Hochwald 2015). Seit einigen Jahren ist er im österreichischen Salzburg als Musik- und Deutschprofessor tätig. 

## Werke (Auswahl)
- 1992: but kind old sun will know…, Tanztheater, Salzburg
- 1993: La Vie, C‘est Contagieux, Tanztheater, Salzburg/Paris
- 1994: Du bringst mich noch um, Kinofilm von Wolfram Paulus
- 1996: Titania, Tanztheater, Salzburg
- 1996: Im Dschungel des Pianisten, Tanztheater, Salzburg
- 1997: Rennlauf, Fernsehfilm (ARD/ORF)
- 1997: Die digitale Entführung, Szene Salzburg/Salzburger Festspiele
- 2000: Dido und Aeneas, Salzburg
- 2002: Zwei Affären und noch mehr Kinder, TV-Film (ARD/ORF)
- 2003: Taurus Rubens, Hangar-7-Eröffnung, Salzburg
- 2004: Augenleuchten, Kinofilm von Wolfram Paulus
- 2005: Mathilde liebt, Fernsehfilm (WDR/ARD)
- 2005: Teilung am Fluss, Linzer Klangwolke
- 2006: Mars:2068, (Lawine Torrèn) Sölden Rettenbachgletscher
- 2006: Leviathan, (Lawine Torrèn) Mautern
- 2008: Healing, Dokumentarfilm
- 2009: Jochen Rindt Rennfahreroper, (Lawine Torrèn) Salzburgring
- 2009: Jeder Mensch braucht ein Geheimnis, Fernsehfilm (ARD/BR/ORF)
- 2010: Baby Jet, Linzer Klangwolke
- 2012: DAS SCHLOSS museum vertont.kafka, (Eine begehbare Komposition, Linz)
- 2015: Hochwald, Linzer Klangwolke
- 2018: 60 feet, (Lawine Torrèn) Mondsee
- 2020: Indian Girl, (Lawine Torrèn) Sölden
- 2001–2022: Hannibal, Gletscherschauspiel (Lawine Torrèn) Sölden Rettenbachgletscher